# 俞元蟲屬
俞元蟲屬（意為「（來自）俞元的動物」）又稱俞元動物，是生存於寒武紀第三期的原始海生動物，屬於古蟲目地大動物科。其名稱來自最初的發現地——中國雲南澄江的古地名「俞元」，另在昆明耳材村亦有化石紀錄。俞元蟲是已知最大型的古蟲類動物，正模標本個體（編號 CFM00059）的全長可達約 20.2 公分，其模式種宏大俞元蟲（Yuyuanozoon magnificissimi）的種名即是從帶有雄偉之意的「magnificent」轉換而來。

## 描述
前體呈卵形，分為六個體節，兩側各有五個鰓囊，除頭部外每個體節皆有一個鰓囊，每個鰓囊開口處皆有鰓絲延伸出鰓囊。後體呈圓柱形，分為七個體節，不同於古蟲類的其他屬，俞元蟲的尾部末端不呈扁平狀或槳狀，整個外型像是一隻極大型的蝌蚪。